# Columbus University
Columbus University es una institución de enseñanza superior de Panamá, fundada el 12 de octubre de 1992. Está autorizada para su funcionamiento por parte del Ministerio de Educación, y es reconocida como una universidad privada, por el Estado, mediante el Decreto Ejecutivo n.º 112 de fecha 25 de febrero de 1994 y publicado en la Gaceta Oficial n.º 22-492 del 11 de marzo de 1994.
Todos sus programas académicos están aprobados por la Comisión Técnica de Desarrollo Académico, integrado por las universidades responsables de ello.

## Facultades
Actualmente cuenta con las siguientes facultades:
- Medicina y Ciencias de la Salud[6]
- Ciencias Administrativas, Económicas y Comerciales
- Ciencias de la Educación y Lingüística
- Ciencias Marinas y Tecnológicas
- Ciencias Naturales y Arquitectura
- Ciencias Sociales y de la Información
- Derecho y Ciencias Políticas

## Sedes
La universidad cuenta con sedes regionales en las siguientes ciudades:
- Ciudad de Panamá, Panamá
- David, Chiriquí
- Santiago, Veraguas